# Diocesi di Omona
La diocesi di Omona (in latino Dioecesis Homonadensis) è una sede soppressa del patriarcato di Costantinopoli e una sede titolare della Chiesa cattolica.

## Storia
Omona, nei pressi delle sorgenti del Melas nell'odierna Turchia, è un'antica sede episcopale della provincia romana della Licaonia nella diocesi civile di Asia. Faceva parte del patriarcato di Costantinopoli ed era suffraganea dell'arcidiocesi di Iconio.
La diocesi è documentata nelle Notitiae Episcopatuum del patriarcato di Costantinopoli fino al XII secolo. Nelle fonti greche la diocesi è nota con il nome di Ouamanada o Oumanada.
I primi due vescovi noti di questa antica sede episcopale si chiamavano entrambi Cirillo e presero parte ai concili ecumenici di Nicea nel 325 e di Costantinopoli nel 381. In occasione del primo concilio, Cirillo I sottoscrisse gli atti assieme ai vescovi dell'Isauria, provincia a cui apparteneva la diocesi fino a quando, attorno al 371, fu eretta la provincia di Licaonia. Nel concilio di Calcedonia del 451 troviamo il vescovo Tiranno, mentre al concilio in Trullo del 692 fu presente il vescovo Alessandro.
A questi vescovi, Le Quien aggiunge anche Fotino, che sottoscrisse la petizione inviata dal sinodo di Costantinopoli, il 20 luglio 518, al patriarca Giovanni perché rompesse le sue relazioni con Severo di Antiochia e ristabilisse la fede di Calcedonia. In realtà questo vescovo apparteneva ad una sede omonima nella provincia di Panfilia, suffraganea della metropolia di Side, come attestato dalle Notitiae Episcopatuum.
Dal 1933 Omona è annoverata tra le sedi vescovili titolari della Chiesa cattolica; finora il titolo non è ancora stato assegnato.

## Cronotassi dei vescovi greci
- Cirillo I † (menzionato nel 325)
- Cirillo II † (menzionato nel 381)
- Tiranno † (menzionato nel 451)
- Alessandro † (menzionato nel 692)